# ダーシーズイエローターク
ダーシーズ・イエロー・ターク（D'Arcy's Yellow Turk）は、サラブレッドの始祖の1頭で、1670年あるいは1675年頃イギリスに輸入されたターク系種牡馬である。ドッズワース (Dodsworth) と同一馬とも言われる。
競走馬としての成績は残っておらず、おそらく未出走。種牡馬としてリッチモンドのセドバリースタッド (Sedbury Stud) で供用され、スパンカー (Spanker)、ブリマー (Brimmer) 等を残した。父系は数代で絶えたが、これらを通じて初期のサラブレッドに影響を残した。特にスパンカーは多くの馬の母系に入っている。
なお、初期のサラブレッドには月毛や河原毛と考えられる馬がいくらか存在した。著名なところではシルバーロックス（Silverlocks、月毛）、ロクサナ（Roxana、月毛？）、ブリリアント（Brilliant、河原毛。母がシルバーロックス）などがいる。シルバーロックス及びロクサナの母母にクリームチークス（Cream Cheeks、月毛？）という馬がおり、この馬の母父父がダーシーズイエロータークである。ただしシルバーロックスの母父アカスターターク（Acaster Turk、登録上は芦毛）に由来する可能性もある。しかし、18世紀中ごろには次第に見られなくなり、1777年生まれの Golden Dun などを最後に姿を消した。現在、北アメリカやドイツで1966年に生まれたミルキー (Milkie) を祖とする月毛や河原毛、佐目毛のサラブレッドが僅かに存在するものの、創世記のサラブレッドに存在した月毛との関係は不明である。

## 父系
- The Darcy Yellow Turk 1670又は75輸
  - Oglethorpe Arabian 1680?（輸入アラブの可能性あり）
    - Makeless 1685?
      - Old Scar 1705

    - Makeless Mare ベイボルトンの母

  - Brimmer 1685?
  - Spanker 1675?
    - Spanker mare 1690? ジグの母
    - Young Spanker
    - Careless 1692
      - Betty Leedes フライングチルダーズ、バートレットチルダーズの母